# 准噶尔栒子
准噶尔栒子（学名：Cotoneaster soongoricus）为蔷薇科栒子属的植物。分布在中国大陆的西藏、宁夏、新疆、四川、甘肃、内蒙古等地，生长于海拔1,400米至2,400米的地区，一般生于林缘、干燥山坡以及沟谷边，目前已由人工引种栽培。

## 别名
准噶尔总花栒子（经济植物手册）

## 异名
- 准噶尔栒子小果变种（学名：Cotoneaster soongoricus var. microcarpus）为蔷薇科栒子属下的一个变种。